# Bhalil
Bhalil (en arabe : al-bahālīl البهاليل) est une commune marocaine située dans la région de Fès-Meknès, au pied du massif montagneux du Moyen Atlas. Ses habitants sont appelés les Bahloulis et les Bahloulies ou tout simplement les Bhalils.
Cette commune est le territoire de la tribu berbère des Bahloula.

## Présentation
La petite ville de Bhalil, relevant administrativement de la province de Sefrou, est surnommée "charme de la nuit" ; la croyance populaire consacrant l'expression arabe "bahā'u llayl بهاء الليل" (charme de la nuit) comme origine étymologique du nom de la ville.
La medina de Bhalil, se caractérisant par ses habitats troglodytes, est classée patrimoine national depuis 1950.

## Origine du nom de Bhalil

### Sources historiques
Les sources historiques, aussi bien arabes qu'occidentales, citent comme étymologie principale pour le nom de la ville,«Bhalil», la tribu berbère de «Bahloula» (قبيلة بهلولة [bahlūla]) ou d' «Béni-Buhalul/ Béni Bahlul» (بني بهلول [beni buhlūl] / [beni bahlūl]),,,.

### Sources mythologiques
La tradition populaire de Sefrou et de Bhalil perpétue le récit selon lequel «Bhalil», pluriel de «bahloul» [bahlūl] بهلول (personne stupide, sotte, simple d’esprit), serait un sobriquet forgé par les musulmans sefrouis pour se moquer des juifs, ou chrétiens bahloulis qui ont fait oreille sourde à l'appel à l'islam de Moulay Driss II.

« Moulay Idris, lors de leur conversion, répondit à leur désir par un miracle ; il aurait visité à nouveau leur village et a fait couler l’eau du sol après lui avoir donné un coup d’épée. Cette eau serait depuis la source de l’Ain Rta qui se trouve aujourd’hui au milieu du village. En admiration devant ce miracle divin, les derniers Bahloulis (habitants du village) hostiles se rallièrent immédiatement à la volonté du sultan, non sans avoir mérité, depuis, le surnom de Bahlil qui tire son origine du mot arabe "bahloul" signifiant "personne stupide, simple d’esprit et ignorante à la limite de l’idiotie", qui leur fut accordé par leurs voisins de Sefrou qui se moquèrent d’eux d’avoir si longtemps hésité à embrasser l’Islam. »

## Administration
La commune urbaine de Bhalil est fondée le mercredi 2 décembre 1959 et compte 15 arrondissements. En 2021, son président est Hassan Laoutaya, vainqueur des élections communales de 2021 au niveau du 10e arrondissement.
Parmi les présidents qui se sont succédé à la tête de la municipalité de Bhalil :
- Hassan Laoutaya (RNI) : 2021 - 2026 ;
- Abderrahman El Hadi (FGD puis PAM) : 2015 - 2021 ;
- Hassan Laoutaya (RNI) : 2009 - 2015 ;
- Abderrahman Mannane (RNI) juin 2009- septembre 2009 ;
- Ahmed Achaba (USFP) : 2003 - 2009 ;
- abderhmane el merrouni : 1997-2003
- Assou Mansour (USFP) : 1995 - 1997 ;
- Thami El Merrouni : 1992-1995 ;
- Haj Mohamed Achabi (RNI) : 1969 -?.

## Infrastructure
- Le Palais municipal : Le siège de la commune urbaine de bhalil est nommé le Palais municipal (Al-Kasr Al-baladi القصر البلدي).
- Le caïdat  : le caïdat de Bhalil est fondé en octobre 1973[11].

## Personnalités liées à la commune
- Ouadih Dada (1981): Journaliste et écrivain franco-marocain.